# Koirasaari (ö i Petäjävesi, Karikkoselkä)
Koirasaari är en ö i Finland. Den ligger i sjön Jämsänvesi och Petäjävesi och i kommunen Petäjävesi i den ekonomiska regionen  Jyväskylä  och landskapet Mellersta Finland, i den södra delen av landet, 230 km norr om huvudstaden Helsingfors. Öns area är 0,6 hektar och dess största längd är 120 meter i sydöst-nordvästlig riktning.